# Nekropole von Argiñeta
Die Nekropole von Argiñeta (spanisch Necrópolis de Argiñeta – baskisch Argiñetako nekropolia) liegt neben der Einsiedelei San Adrian, zwei Kilometer nördlich im Stadtteil Mendraka, nördlich von Elorrio, im Pais Vasco in Spanien.
In der Nekropole befinden sich christliche anthropomorphe Körpergräber und 23 Grabsteine des 7. bis 9. Jahrhunderts. Die Gräber und die Grabstelen wurden aus Sandstein aus den Steinbrüchen des Berges Oiz errichtet. Sie bestehen aus einer monolithischen Kiste und ihrer satteldachförmigen Abdeckung. In einigen Fällen stimmen die beiden Elemente nicht überein.
Die durchschnittliche Länge der Kisten beträgt etwa 2,0 Meter. 13 Kisten überschreiten dieses Maß und sieben liegen zwischen 1,83 und 2,0 Metern. Die Innenmaße, die eine relative Annäherung an die Größe der Erwachsenen erlauben, liegen zwischen 1,63 und 1,97 Metern, die Breiten zwischen 0,6 und 0,7 Metern, die Tiefe beträgt etwa 0,32 Meter.
Zwei Kisten tragen auf ihren Deckeln Grabinschriften, die die ältesten schriftlichen Zeugnisse der Anwesenheit von Christen in der baskischen Provinz Bizkaia darstellen. Eine trägt eine einfache Dekoration entlang der Außenseite.

## Die Stelen
Die 13 Stelen vom Typ Estelas cántabras werden in der Einsiedelei aufbewahrt. Im Außenbereich sind die fünf interessantesten Exemplare zu sehen. Vier sind scheibenförmig mit einem Durchmesser von etwa 70 cm, eine ist dreieckig. Die Ikonographie ist astral und Motive wiederholend (konzentrische Kreise, Spiralen, Kreuzformen, gezackte Ränder), die aus einer älteren Tradition übernommen wurden.
Nach der Niederlage in der Schlacht am Río Guadalete gegen ein muslimisches Invasionsheer unter Tariq ibn Ziyad (* um 670; † 720) im Jahre 711 war der Untergang des Westgotenreichs besiegelt. Danach kamen Westgoten nach Elorrio und errichteten anscheinend diese Gräber.
Im 16. Jahrhundert wurde Gonzalo de Otalora auf die Nekropole aufmerksam. Seitdem gibt es zahlreiche Chroniken der baskischen Geschichte, allerdings nicht die von Argiñeta.